# Герб Плоньска
Герб Плоньска (пол. Herb Płońska) — официальный символ города Плоньска, расположенного в Мазовецком воеводстве Польши.

## Описание
Герб города Плоньска представляет собой две отдельно стоящие боевые башни с обозначенными входами, с остроконечными крышами, заканчивающимися маленькими сферами; между башнями большая сфера; башни имеют характерные диагональные элементы конструкции, что говорит об их деревянном характере. Щит красного цвета, башни и сферические вершины башен чёрного цвета, входы в башни и элементы конструкции чёрные. Сферы на башнях и сфера между башнями белые с чёрной окантовкой. Входы в башни полностью выполнены в чёрном цвете.
Оригинальный текст (пол.)Herb miasta Płońska przedstawia dwie wolnostojące blankowane wieże z zaznaczonymi wejściami, ze spiczastymi dachami, które zakończone są małymi kulami; pomiędzy wieżami duża kula; wieże posiadają charakterystyczne ukośne elementy konstrukcji sugerujące ich drewniany charakter. Tarcza herbowa jest barwy czerwonej, wieże i kuliste zwieńczenia wież barwy czarnej, wejścia do wież i elementy konstrukcji barwy czarnej. Kule na wieżach i kula pomiędzy wieżami mają obramowania czarne, a w środku są koloru białego. Wejścia do wież mają pełne wypełnienie w kolorze czarnym.— Uchwała Nr XXXIII/280/2012 Rady Miejskiej w Płońsku
Герб был утверждён городским советом 22 ноября 2012 года.

## История
Согласно легенде, на гербе изначально были изображены только две башни, а сфера между ними была добавлена позже. Во время осады города иностранной армией (легенда не указывает, о какой войне и армии идёт речь) жители Плоньска долго и смело защищали свой город. Отчаявшийся враг решил использовать пушку, чтобы сломить их сопротивление. В момент выстрела защитники города увидели маленького мальчика, не подозревавшего об опасности, мирно играющего во дворе замка. Все замерли, только мать мальчика бросилась между ребёнком и летящим ядром. Произошло чудо: каменный шар сначала остановился в воздухе, а затем осторожно осел на стену между башнями. Ребёнок и его мать стояли в целости и сохранности, а каменное ядро превратилось в золото и сияло на солнце. После того, как противник отступил, жители города послали золотой шар королю, и король, в знак признательности, приказал поместить его изображение на городской герб.